# 제 성공
제 성공(齊成公, ? ~ 기원전 795년, 재위 기원전 803년 ~ 기원전 795년)은 제나라의 제11대 후작으로, 이름은 탈(脫), 또는 열(說)이다.

## 사적
기원전 804년, 아버지 제 문공이 재위 12년 만에 죽자 제후가 되었으며, 재위 9년 만에 죽어 아들 제 장공이 제후가 되었다.

## 가정
- 제 문공 (아버지)
  - 제 성공
    - 제 장공 (아들)